# Aasiaat (plaats)
Aasiaat (Deens: Egedesminde) is een redelijk grote stad op Groenland in de gemeente Qeqertalik. Het ligt op de zuidpunt van de Diskobaai, zo'n 300 kilometer boven de poolcirkel. Het inwoneraantal schommelt rond de 3100 inwoners. Aasiaat is het educatieve centrum van Noord-Groenland. Er is een gymnasium, een dovenschool en ook een zeevaartschool.

## Geschiedenis
Inboorlingen
Archeologische opgravingen in de regio tonen aan dat er reeds in het 5de millennium v.Chr. menselijke activiteit was. De eerste (moderne) kolonisten kwamen er rond 1200, waarschijnlijk leefden ze van de jacht. In de lente joegen ze nabij de Sydøst baai op zadelrob en lodde. 's Zomers verhuisden ze naar Nordre Strømfjord om te jagen op rendieren en heilbot. Tijdens de herfst keerden de mensen van Disko Baai terug naar huis om op kleine zadelrobben te jagen. In de winter toen de baai bevroren was, joegen ze op narwal en witte dolfijnen. Deze volken bouwden hun eigen kajaks en umiaks. Wanneer het water in de winter bevroren was, verplaatsten ze zich met de hondenslee.
Het begin van Aasiaat
De nederzetting die zou uitgroeien tot het huidige Asiaat werd in 1759 door Niels Egede, zoon van de Noorse missionaris Hans Egede, gesticht. Het naar de stichter vernoemde Egedesminde, lag ten noorden van Nordre Strømfjord en 125 km ten zuiden van het huidige Aasiaat. Hoewel hij de stad Egedesminde noemde, werd in de volksmond vaak de naam Eqaluksuit gebruikt. De dorpelingen verhuisden in 1763 naar de huidige locatie van Aasiaat. Vele dorpelingen waren (vooral Nederlandse) walvisjagers en het pokkenvirus dat ze meebrachten was erg schadelijk voor de inheemse bevolking, zeker in de jaren 1770. Bij het begin van de 19de eeuw nam het bevolkingsaantal toe van 390 inwoners in 1805 naar 1269 inwoners in 1901.
De 20e eeuw
Tijdens het begin van de 20e eeuw groeide Aasiaat aanzienlijk. In 1940 werd een verdrag getekend waarin stond dat Amerikaanse vliegtuigen op weg naar de Britse eilanden gebruik mochten maken van de Schotse, IJslandse en Groenlandse luchtruimen. Omdat Denemarken tijdens de Tweede Wereldoorlog bezet was door nazi-Duitsland, was Groenland voor zijn proviand grotendeels afhankelijk van de Verenigde Staten en Canada. Dit proviand werd opgeslagen in de buurt van Aasiaat en van daaruit verzonden naar andere dorpen in de regio zoals naar Uummannaq en Sisimiut.
Aasiaat is na de oorlog sterk gegroeid. Er kwam nog andere economische activiteit bij, aangepast aan de middelen en het klimaat van het gebied. Deze groei bereikte zijn hoogtepunt in de jaren 50 met de bouw van een elektriciteitscentrale en een telecommunicatiestation. In 1998 werd de nieuwe landingsbaan in gebruik genomen, voordien was de helihaven de enige faciliteit voor luchttransport. Vandaag wonen er ongeveer 4800 mensen in Aasiaat en het nabijgelegen Kangaatsiaq.

## Vervoer
Air Greenland verzorgt elke dag vluchten naar Ilulissat, soms via Sisimiut of Qaarsut. Enkele helikopters verzorgen ('s winters) vluchten naar Qasigiannguit, Qeqertarsuaq en Kangaatsiaq. Arctic Umiaq Line vaart tussen half juni en half oktober naar onder meer Ilulissat, Sisimiut, Nuuk en Narsaq. Disko line vaart naar kleinere nederzettingen aan en ten zuiden van de Diskobaai (zoals Kangaatsiaq). In 2012 waren er iets minder dan 500 hondensledes aanwezig in Aasiaat.

## Economie
Visvangst (garnalen en krabben), scheepsbouw en toerisme zijn de belangrijkste economische sectoren in de regio.

## Onderwijs
Aasiaat heeft vier scholen: een 'gewone' school (Gammeqarfik), een beroepsschool (GU Aasiaat), een school voor lichamelijk gehandicapten (Aadarujuk) en een school voor muziekonderwijs (Aasiaat Music-school).

## Toerisme
's Winters zijn er mogelijkheden om te skiën en hondenslee te rijden. 's Zomers zijn er walvissafari's en dagtochten naar o.a. Kangaatsiaq. Ook worden er kajak-excursies georganiseerd.
Het gehele jaar door is het mogelijk het Aasiaat-museum te bezoeken. Er zijn vaste tentoonstellingen over archeologische vondsten en over de flora en fauna rond Aasiaat. Elke eerste week van september wordt in Aasiaat het 'Aasiaat Rock Festival' gehouden.
Hotels in de plaats zijn Hotel Nanoq, het Seamen's Home en de jeugdherberg. In Groenland is verder vrij kamperen toegestaan, zo ook in Aasiaat.
- Library of Congress Control Number: n2017016288
- MusicBrainz: 4482e417-2ea7-4bef-95ad-ca71890dd06b
- Virtual International Authority File: 6022149068458765730004
- WorldCat: E39PBJgCPWq3cQhwkPpRptyDbd